# Il campiello (Wolf-Ferrari)
Il campiello è un'opera in tre atti di Ermanno Wolf-Ferrari, su libretto di Mario Ghisalberti. In questo lavoro si trovano influenze di Mozart ma anche dell'ultima opera di Giuseppe Verdi, Falstaff. L'opera, incentrata sulla vita degli imprevedibili abitanti di Venezia, fa uso del dialetto veneziano, tranne che per due personaggi napoletani.
La prima rappresentazione si ebbe al Teatro alla Scala di Milano l'11 febbraio 1936, sotto la direzione di Gino Marinuzzi (1882-1945) e la regia di Marcello Govoni con i seguenti interpreti:
- Gasparina: Mafalda Favero;
- Lucieta: Iris Adami Corradetti;
- Gnese: Margherita Carosio;
- Orsola: Giulia Tess;
- Dona Cate Panciana: Luigi Nardi;
- Dona Pasqua Polegana: Giuseppe Nessi;
- Zorzeto: Luigi Fort;
- Il cavalier Astolfi: Salvatore Baccaloni;
- Anzoleto: Fernando Autori;
- Fabrizio dei Ritorti: Franco Zaccarini.

Al Teatro La Fenice di Venezia la prima è stata l'8 febbraio 1939 diretta da Antonio Guarnieri con la Carosio, Nardi, Magda Olivero e Ferruccio Tagliavini.
Al Teatro Regio di Parma va in scena il 4 dicembre 1941 diretta da Antonino Votto con Nessi.
Al Teatro Verdi (Trieste) va in scena nel 1992 con Giusy Devinu, Ugo Benelli ed Ildebrando D'Arcangelo.
Nel 2014 inaugura l'Opera di Firenze con la direzione di Francesco Cilluffo, la regia di Leo Muscato e Luca Canonici nel cast.

## Trama
Siamo a metà del diciottesimo secolo. In tutta l'opera l'ambientazione rimane la stessa: una piccola piazza (campiello). In un angolo c'è una locanda, dov'è alloggiato Astolfi, un amabile gentiluomo napoletano, spendaccione e donnaiolo. Nelle case intorno alla locanda vivono alcune donne nubili, tutte alla ricerca di uomini o mariti. Gasparina è una giovane donna comicamente pretenziosa, che vive con lo zio Fabrizio, amante dei libri e anch'egli napoletano. Lucieta è una giovane bellezza innamorata del merciaio Anzoleto, che vive con sua madre Dona Cate. Rivale di Lucieta è un'altra attraente ragazza, Gnese, che vive con la madre Dona Pasqua. Entrambe le madri hanno ruoli comici e sono interpretate da uomini. Gnese è innamorata di Zorzeto, un ragazzo che vive nella stessa piazza con la madre Orsola.

### Atto I
Gasparina appare per prima, seguita da Astolfi: si salutano a vicenda con reciproco interesse. Quindi entra Lucieta, impaziente perché Anzoleto è in ritardo. Astolfi amoreggia con lei. Quando appare Anzoleto intento a vendere la sua merce, lo straniero si offre di acquistare un regalo per Lucieta e Anzoleto si ingelosisce. Giunge anche Gnese, volendo comprare aghi e filo, e chiama Anzoleto. Lucieta a sua volta si arrabbia. Astolfi si offre di comprare qualcosa anche per Gnese. Egli è felice di trovare così tante belle donne in un unico luogo! Mentre Anzoleto è con Gnese, Astolfi rinnova il suo interesse per Lucieta e incontra sua madre Dona Cate. Egli offre a Lucieta un anello che la madre abilmente intercetta, mentre Gnese rifiuta l'offerta dello stesso Astolfi di pagare per i suoi acquisti.
Dona Pasqua e Orsola parlano del futuro matrimonio dei loro figli, Gnese e Zorzeto. Arrivano Lucieta e Gnese, ancora litigando, seguite da Zorzeto. Anzoleto sfida Astolfi, che nega di avere delle mire su Lucieta. Anzoleto decide che deve sposare Lucieta il più presto possibile - per la gioia della ragazza! Gasparina appare di nuovo e questa volta Astolfi ha una lunga conversazione con lei, cercando di scoprire, nonostante il suo dialetto, se lei è disponibile. Lei lo incoraggia.

### Atto II
Lucieta, Gnese, Zorzeto e i rispettivi genitori stanno facendo una chiassosa festa in piazza, con fastidio di Fabrizio. Anzoleto arriva e presenta il suo anello a Lucieta. Astolfi si propone come testimone per il matrimonio - e di pagare la cena alla locanda! Egli invita Gasparina e Fabrizio ad unirsi a loro, ma Fabrizio rifiuta. Segue un balletto: cameriere, mendicanti e una processione. Gasparina dice ad Astolfi del detestabile comportamento di suo zio. Proprio in quel momento entra Fabrizio e affronta Astolfi. Anch'egli è napoletano e sa che Astolfi è in bancarotta. Astolfi, a sua volta, riconosce Fabrizio come un famoso vincitore della lotteria. Fabrizio gli dice che vuole sposare Gasparina - e ci sarà una grande dote!
La festa giunge di nuovo sulla piazza, ma il buon umore si trasforma in litigi prima che si faccia rientro alla locanda. Fabrizio è determinato una volta per tutte a lasciare la rumorosa piazza e trovare un altro posto dove vivere. Astolfi concentra la sua attenzione su Gasparina, stringendo in pugno il conto della cena e chiedendosi come farà a pagare. La festa irrompe ancora una volta sulla piazza con canti e danze.

### Atto III
Il trasloco di Fabrizio è in corso. Astolfi gli chiede la mano di Gasparina. Fabrizio acconsente a parlare della proposta e i due se ne vanno a discutere i dettagli. Le giovani donne entrano. Lucieta si sposerà la sera stessa, Gnese nel giro di due anni. Orsola e Lucieta escono chiacchierando. Anzoleto giunge in cerca di Lucieta, è furioso che lei sia andata a casa di Orsola e quando lei rientra la schiaffeggia. Dona Cate pensa che potrà trovare un genero migliore e Anzoleto cerca di riprendersi il suo anello, ma Lucieta si rifiuta di ridarglielo. Sa che l'ha colpita perché la ama. Anzoleto incolpa Zorzeto. È tutta colpa sua. Se ne vanno, ma Gnese racconta l'incidente a Zorzeto, con grande disappunto di Orsola. Zorzeto prende a lanciare pietre verso la casa di Dona Cate, colpendo la vecchia signora, e scoppia un pandemonio generale con Anzoleto e Zorzeto che minacciano di uccidersi a vicenda, e Dona Cate e Dona Pasqua che si insultano reciprocamente.
Riappare Astolfi e ordina a tutti di mantenere la calma. Sono invitati a cenare con lui. Astolfi e Gasparina si sposeranno la sera stessa - e al mattino saranno partiti! Gasparina canta al personaggio principale, la città di Venezia, l'ultimo saluto (Bondi, Venezia cara), che giunge in crescendo al coro finale.

## Discografia
- 1992 - Daniela Mazzuccato (Gasparina), Giusy Devinu (Lucieta), Marina Bolgan (Gnese), Cinzia De Mola (Orsola), Ugo Benelli (Dona Cate), Max René Cosotti (Pasqua Polegana), Maurizio Comencini (Zorzeto), Manrico Biscotti (Cavalier Astolfi), Ildebrando D'Arcangelo (Anzoleto), Carlo Striuli (Fabrizio dei Ritorti) - Niksa Bareza (direttore) - Orchestra e Coro del Teatro Verdi di Trieste - Ricordi Fonit Cetra (2CD)[3]